# Stilbula ashokai
Stilbula ashokai is een vliesvleugelig insect uit de familie Eucharitidae. De wetenschappelijke naam is voor het eerst geldig gepubliceerd in 1996 door Narendran.